# Gerald D. Griffin
Gerard D. Griffin, detto Gerry (Athens, 25 dicembre 1934) è un ingegnere aeronautico ed ex ufficiale della NASA statunitense.
Servì come controllore di volo durante il programma Apollo e fu direttore del Johnson Space Center, succedendo a Chris Kraft nel 1982.

## Carriera
Quando Griffin aveva nove anni, la sua famiglia si trasferì a Fort Worth, in Texas. Laureatosi alla Texas A&M, prestò servizio attivo per quattro anni nella United States Air Force, prima nell'addestramento al volo, poi volando in veste di ufficiale dei sistemi d'arma su caccia intercettori a reazione. Nel 1960 lasciò il servizio attivo e iniziò la sua carriera spaziale come ingegnere di sistema e controllore di volo presso il Satellite Test Center dell'USAF a Sunnyvale, in California.
Nel 1964 Griffin entrò a far parte della NASA a Houston come controllore di volo nel centro di controllo missione, specializzandosi in sistemi di guida, navigazione e controllo durante il Programma Gemini. Nel 1968 venne nominato direttore di volo del controllo missione, ricoprendo tale carica durante tutto il programma Apollo. La squadra "Gold" di Griffin condusse metà degli atterraggi lunari effettuati durante gli Apollo 14, 16 e 17. Doveva curare anche quello dell'Apollo 13, ma l'atterraggio venne annullato.
Una volta terminato il programma Apollo, Griffin ricoprì altri ruoli alla NASA, prima in diverse posizioni presso la sede del centro a Washington, DC, poi come vicedirettore del Dryden (ora Armstrong) Flight Research Center in California e del Kennedy Space Center in Florida. Nel 1982 tornò a Houston come direttore del Johnson Space Center.
Dopo essere andato in pensione anticipata nel 1986, divenne un dirigente senior di diverse società e organizzazioni non spaziali o legate allo spazio nel settore privato. È anche consulente tecnico e gestionale per una vasta gamma di clienti.

## Nei media
Griffin fu consulente tecnico per i film Apollo 13 di Ron Howard (1995), Contact di Robert Zemeckis (1997), Deep Impact di Mimi Leder (1998) e Apollo 18 di Gonzalo Lopez-Gallego (2011). Recitò anche nel secondo e terzo lungometraggio e divenne membro della Screen Actors Guild. David Clyde Carr lo interpretò nella miniserie della HBO del 1998 Dalla terra alla luna, .